# Matt King (nadador)
Matthew Carl King (Exeter, 19 de febrero de 2002), más conocido como Matt King, es un deportista estadounidense que compite en natación, especialista en el estilo libre.
Participó en los Juegos Olímpicos de París 2024, obteniendo una medalla de oro en la prueba de 4 × 100 m libre.
Ganó cinco medallas en el Campeonato Mundial de Natación, en los años 2023 y 2024.

## Palmarés internacional
| Juegos Olímpicos   | Juegos Olímpicos | Juegos Olímpicos  | Juegos Olímpicos      |
| Año                | Lugar            | Medalla           | Prueba                |
| ------------------ | ---------------- | ----------------- | --------------------- |
| 2024               | París (Francia)  | Medalla de oro    | 4 × 100 m libre       |
| Campeonato Mundial |                  |                   |                       |
| Año                | Lugar            | Medalla           | Prueba                |
| 2023               | Fukuoka (Japón)  | Medalla de plata  | 4 × 100 m libre mixto |
| 2023               | Fukuoka (Japón)  | Medalla de bronce | 4 × 100 m libre       |
| 2024               | Doha (Catar)     | Medalla de oro    | 4 × 100 m estilos     |
| 2024               | Doha (Catar)     | Medalla de bronce | 4 × 100 m libre       |
| 2024               | Doha (Catar)     | Medalla de bronce | 4 × 100 m libre mixto |